# Heissiphara
Heissiphara is een geslacht van wantsen uit de familie van de Scutelleridae (Pantserwantsen). Het geslacht werd voor het eerst wetenschappelijk beschreven door Cassis & Vanags in 2006.

## Soorten
Het genus is monotypisch en bevat alleen de volgende soort:

- Heissiphara minuta Cassis & Vanags, 2006